# Veronica Babirye Kadogo
Veronica Babirye Kadogo, (nhũ danh Veronica Babirye), (sinh ngày 13 tháng 3 năm 1977), thường được gọi là Veronica Kadogo hoặc Veronica Babirye, là một chính trị gia người Uganda, là thành viên của Nghị viện đại diện cho Quốc hội phụ nữ quận Buyende (2016 đến 2021).

## Bối cảnh và giáo dục
Bà được sinh ra ở quận Buyende, ở khu vực phía đông của Uganda, vào ngày 13 tháng 3 năm 1977. Bà theo học các trường tiểu học và trung học ở tiểu vùng Busoga của Uganda. Bà được nhận vào Đại học Kyambogo, nơi cô tốt nghiệp bằng tốt nghiệp Quản trị kinh doanh, năm 2001. Năm 2005, cùng một trường đại học đã trao cho cô bằng Cử nhân Khoa học Quản lý. Bằng thạc sĩ quản trị kinh doanh của cô đã được nhận từ Đại học Makerere năm 2010 

## Kinh nghiệm làm việc
Trong bảy năm, từ 2003 đến 2010, cô làm việc tại Đại học Makerere, trường đại học công lập lâu đời nhất và lớn nhất ở Uganda. Bà bắt đầu phục vụ như một nhân viên mua sắm, sau đó là một nhân viên hồ sơ và cuối cùng là một người trông cửa hàng.

## Sự nghiệp chính trị
Trong cuộc bầu cử quốc hội năm 2016, Babirye đã được bầu làm Đại diện Phụ nữ cho Quận Buyende. Một trong những người thua cuộc trong cuộc bầu cử đó, Annet Mary Nakato, đã tranh luận về kết quả bầu cử trước tòa. Vấn đề đã được giải quyết tại Tòa án phúc thẩm của Uganda, khi vụ kiện của tòa án bị bác bỏ vì thiếu bằng chứng.
Trong quốc hội lần thứ 10, bà Veronica Babirye Kadogo là Phó Chủ tịch Ủy ban về các vấn đề cộng đồng Đông Phi. Bà cũng là thành viên của hai ủy ban quốc hội khác, Ủy ban quốc hội về Nông nghiệp, Công nghiệp Động vật và Thủy sản và Ủy ban nghị viện về Tài khoản Chính quyền Địa phương.